# Samkönad adoption

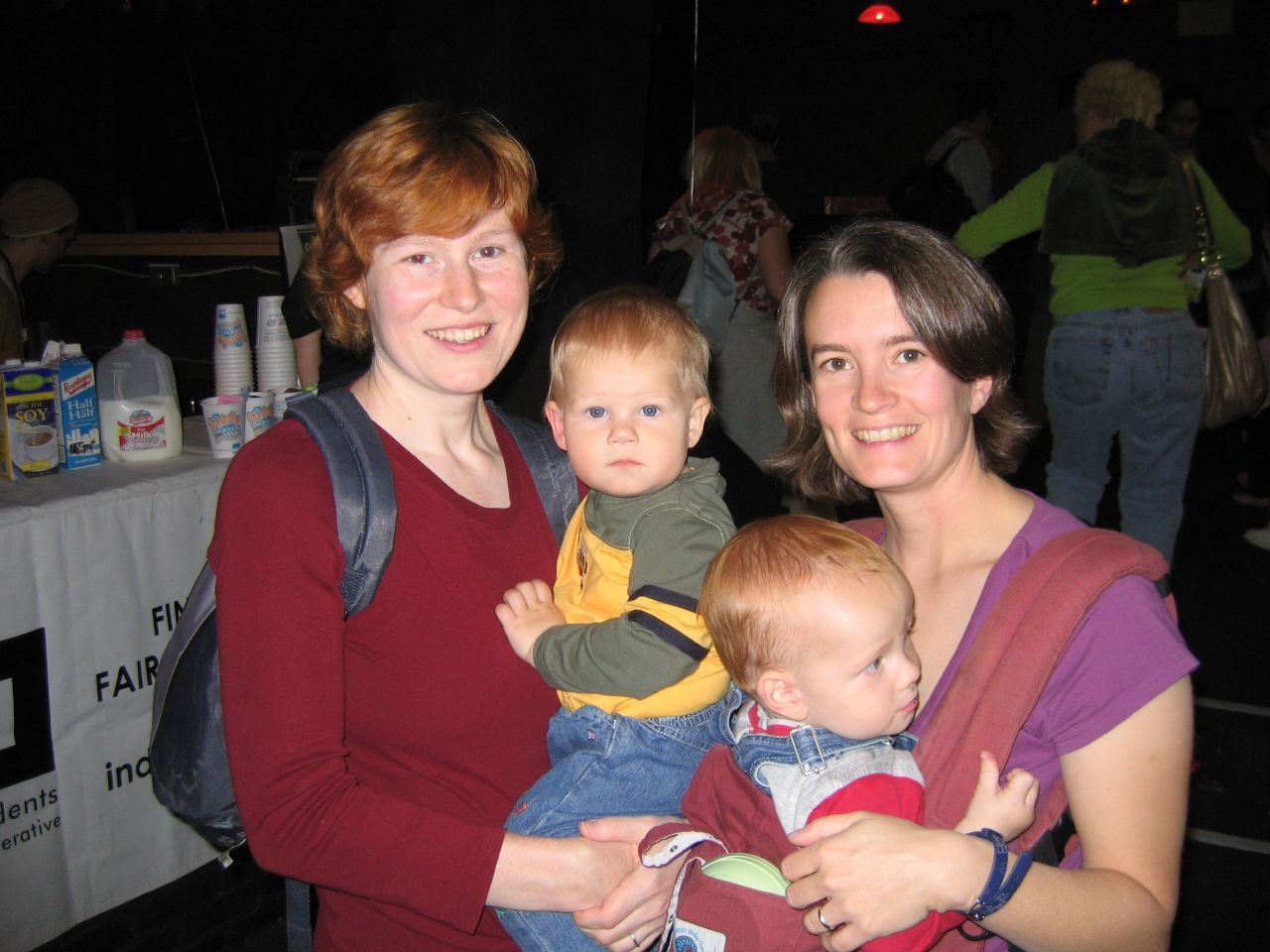

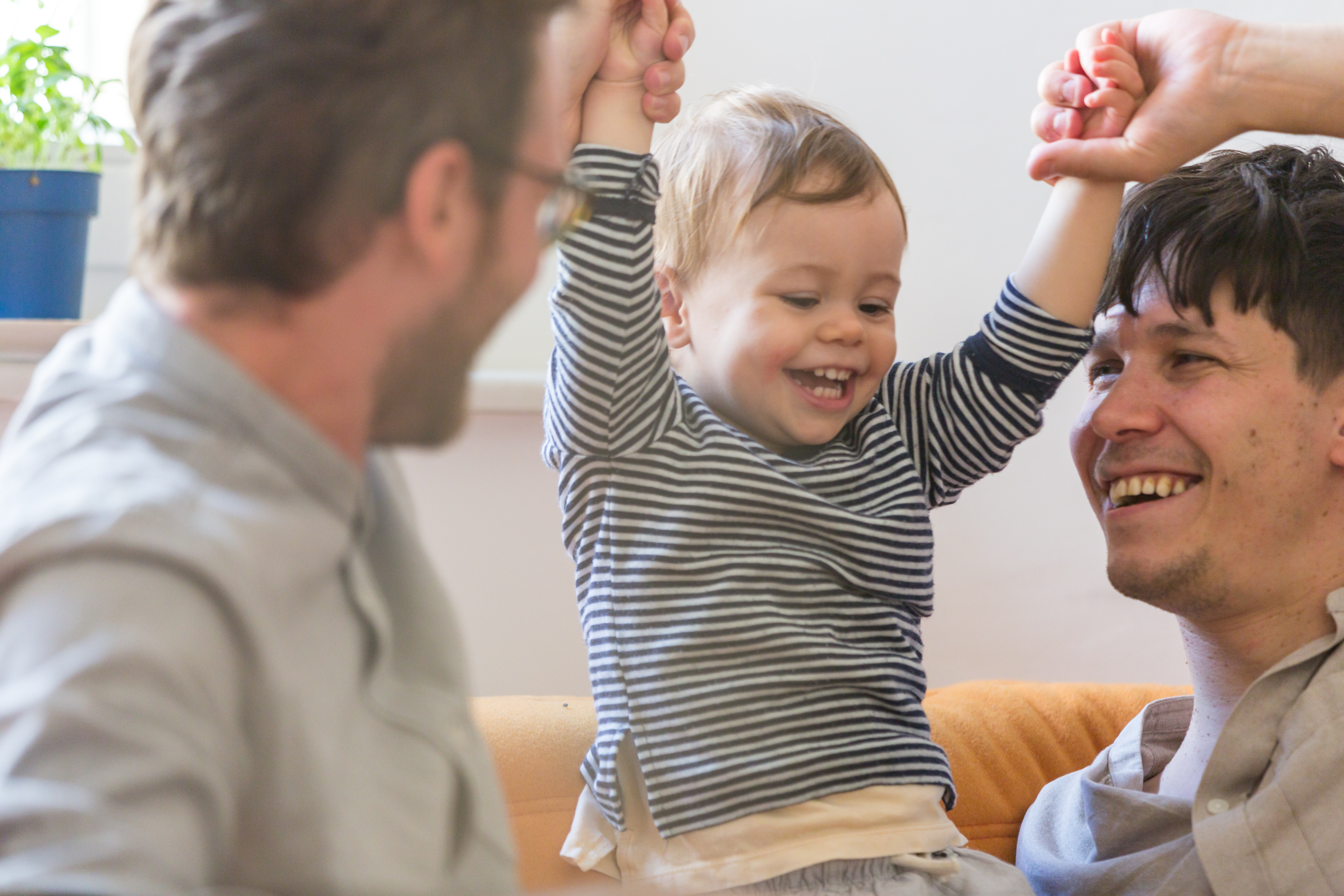

Laglig rätt för samkönade par att adoptera i världen.
Rätt till delad adoption
Rätt till närstående adoption
Vissa adoptionsrättigheter för samkönade par

Samkönad adoption, närståendeadoption, homoadoption, är en adoption där adoptivföräldrarna består av ett par av samma kön.

## Samkönad adoption i Sverige
För att få adoptera måste ett par, eller en ensamstående sökande, ansöka hos socialtjänsten om medgivande att få ta emot ett barn för adoption. Socialtjänsten gör då en utredning om personens/parets lämplighet. Beslut om medgivande fattas sedan av socialnämnden. Par i registrerade partnerskap var, i likhet med ogifta sammanboende par, tidigare utestängda från möjligheten att göra en sådan ansökan om att få bli adoptivföräldrar. 
Genom en lagändring 2003 blev det möjligt för samkönade par som ingått partnerskap att ansöka om adoption. Både inhemska och internationella adoptioner tilläts. Även s.k. "närståendeadoptioner" blev då möjliga, dvs homosexuella tilläts adoptera sin partners biologiska barn, i de fall barnets andra biologiska förälder var känd och lämnade sitt medgivande.
För att det i praktiken ska vara möjligt för ett samkönat par i Sverige att genomföra en internationell adoption krävs att en adoptionsförmedlande organisation har kontakter med någon myndighet eller organisation i utlandet som är villig att förmedla adoptivbarn till samkönade par. Ingen svensk adoptionsförmedlande organisation har kvar sådana kontakter efter lagändringen 2003, vilket omöjliggjort att samkönade par i Sverige skulle kunna adoptera, och bland de årligen förekommande 400-500 (2013-2014 ) internationella adoptionerna till Sverige förekommer därför inga fall där samkönade par blir föräldrar.
Den 9 oktober 2015 fick Sverige sitt första samkönade par som lyckats bli godkända för en internationell adoption. Jacob Neves och Saymom Neves blev godkända i Brasilien för att genomföra en enskild adoption. 

## Juridisk status
Samkönad adoption är tillåten i:
- Andorra (2005)
- Argentina (2010)
- Belgien (2006)
- Brasilien (2010)
- Colombia (2015)
- Danmark (2010)
- Guam
- Island (2006)
- Luxemburg[2] (2015)
- Nederländerna (2001)
- Norge (2009)
- Malta[3] (2014)
- Slovenien[4] (2022)
- Spanien (2005)
- Storbritannien (2005-2009)
- Sverige (2002)
- Sydafrika (2002)
- Uruguay (2009)
- Österrike[5] (2016)

vissa delar av:
- Australien
- Kanada
- Mexiko
- USA

"Närståendeadoption" är tillåten i:
- Finland (2009)
- Grönland (2009)
- Israel (2005)
- Slovenien (2011)
- Tyskland (2004)

I Estland, Frankrike, Irland, Lettland, Polen, Portugal kan ensamstående individer, oavsett sexuell läggning, adoptera.